# ادوين شارف
ادوين شارف (بالألمانية: Edwin Scharff )‏ (و. 1887 – 1955 م) هو نحات، ورسام، وأستاذ جامعي، ومصصم جرافك ألماني، ولد في نوي-أولم، شارك في الألعاب الأولمبية الصيفية 1928، وDocumenta 1 ‏، وII. documenta ‏، توفي في هامبورغ، عن عمر يناهز 68 عاماً.

## التعليم
تعلم في Königliche Kunstgewerbeschule München ‏.

## روابط خارجية
- ادوين شارف على موقع مونزينجر (الألمانية)
- ادوين شارف على موقع أوليمبيديا (الإنجليزية)